# Charles Nègre

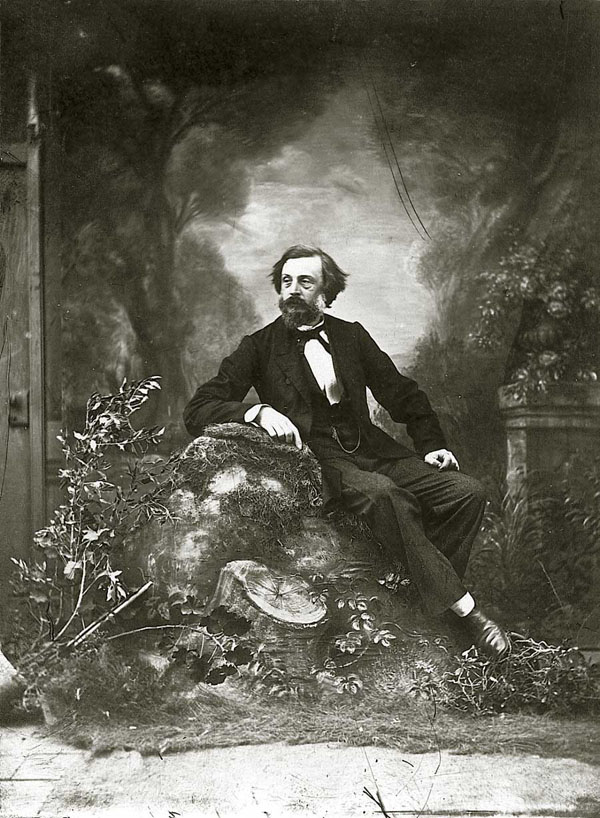
Selbstporträt (um 1860)

Charles Nègre (* 9. Mai 1820 in Grasse; † 16. Januar 1880 ebenda) war ein französischer Maler und Fotopionier.

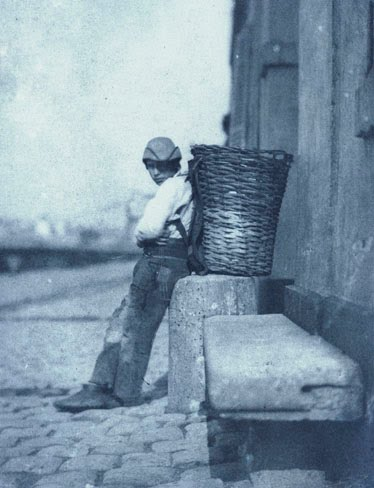
Lumpensammler (1851)

## Leben
Nègre war Schüler der Maler Paul Delaroche, Ingres und Drolling. Delaroche empfahl ihm, sich mit der Fotografie als Hilfsmittel der Malerei zu beschäftigen. Als Fotograf sind seine frühen, durchaus durchkomponierten Momentaufnahmen des Straßenlebens bemerkenswert, die Genreaufnahmen setzte er in der Kaminkehrerserie mit Aufnahmen über den Dächern der Stadt fort.

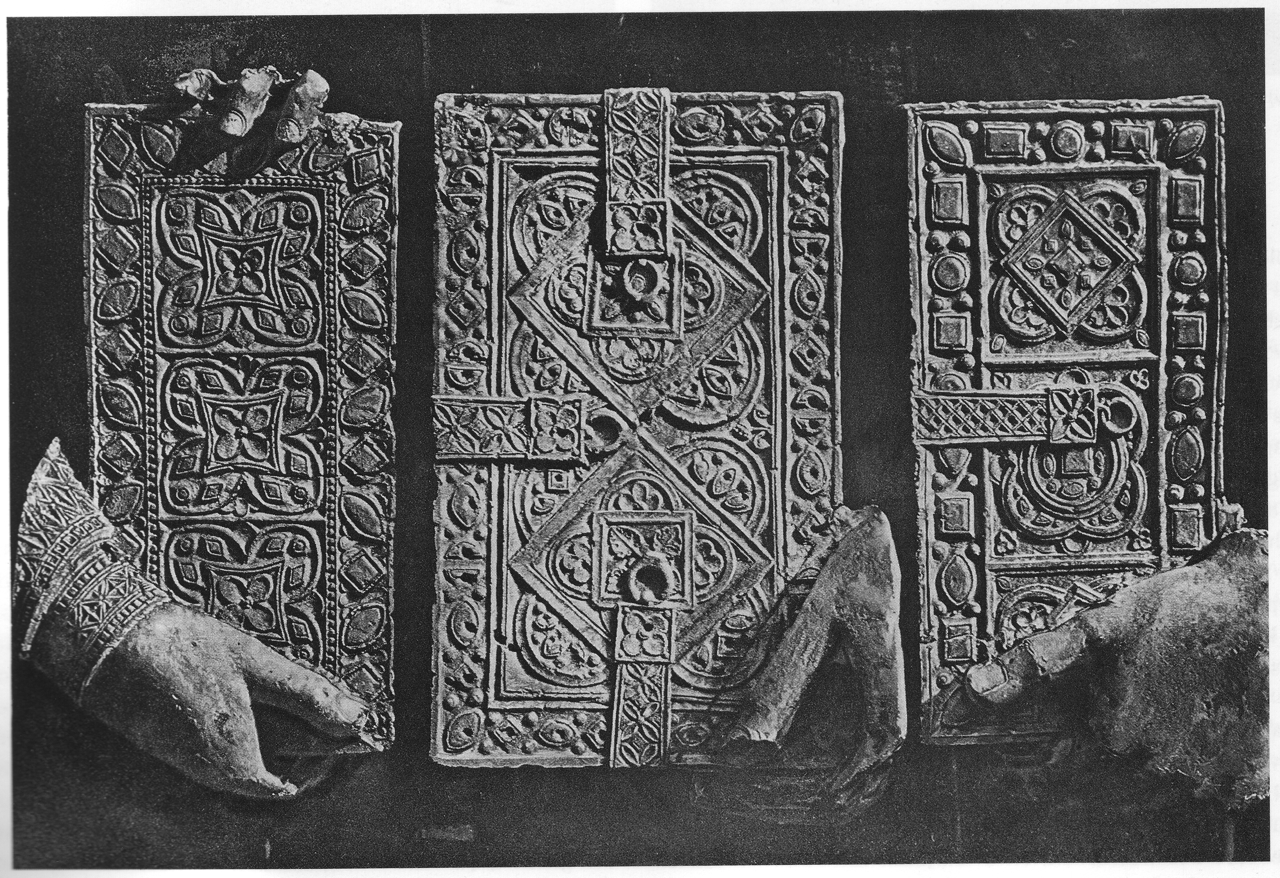
Detailaufnahme des Portals des südlichen Querhauses der Kathedrale in Chartres

Nègre eröffnete ein Studio auf der Île Saint-Louis in Paris. 1854 und 1855 fertigte er im Auftrag der französischen Regierung Fotografien der Kathedrale von Chartres an, die der archäologischen Bauwerksdokumentation dienten. Er unternahm auch einige Studienreisen, bevor er sich 1861 in Nizza zur Ruhe setzte und nur noch Porträtbilder und Ansichten anfertigte. Nègre verstarb 1880 in seinem Geburtsort Grasse.